# Innocence of Muslims

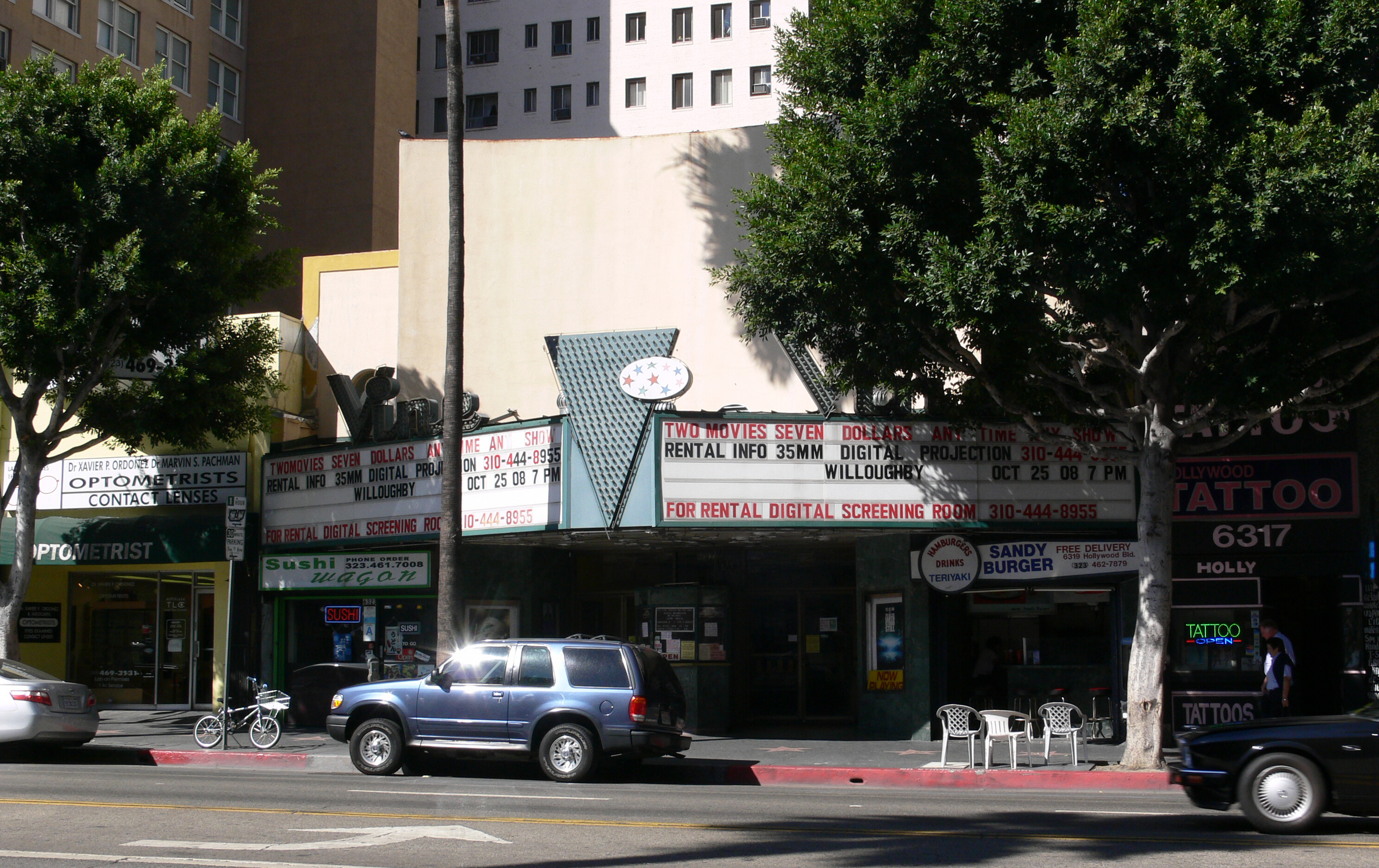
Vine Theatre w Los Angeles, gdzie odbyła się premiera filmu

Innocence of Muslims („Niewinność muzułmanów”), wcześniejszy tytuł Innocence of Bin Laden, znany też jako The Real Life of Muhammed, roboczy tytuł Desert Warrior („Pustynni wojownicy”) – niezależny film amerykański, określany jako antyislamski, którego fragmenty udostępnione w serwisie internetowym  YouTube wywołały we wrześniu 2012 roku falę oburzenia w niektórych krajach zamieszkanych przez muzułmanów.

## Film
Innocence of Muslims określany jest jako film wymierzony przeciw islamowi, gdyż pojawia się w nim prorok Mahomet przedstawiany jako oszust i kobieciarz, akceptujący molestowanie seksualne dzieci.
Twórca filmu ukrywa się pod pseudonimem Sam Bacile. W wywiadach podkreślił, że film powstał po to, aby prowokować. Zarzucał islamowi propagowanie terroru, porównując tę religię do raka i określając ją jako religię nienawiści. Najprawdopodobniej jest nim Egipcjanin Nakoula Basseley Nakoula, koptyjski chrześcijanin, mieszkający w południowej Kalifornii. 
Innocence of Muslims według wypowiedzi Sama Bacile miał być kręcony w ciągu trzech miesięcy latem 2011 roku. Zagrało w nim 59 osób, a ekipa filmowa liczyła ok. 45 osób. Amerykańscy aktorzy występujący w filmie stwierdzili, że wprowadzono ich w błąd, a niektóre dialogi zostały „prymitywnie dorobione” post factum i że czują się wykorzystani przez producenta.
Zainteresowanie filmem początkowo było bardzo niewielkie. 23 czerwca 2012 roku został on po raz pierwszy zaprezentowany, pod tytułem Innocence of Bin Laden, w Vine Theatre przy Hollywood Boulevard. Pojawiło się niewielu widzów, a ci którzy film obejrzeli twierdzili, że poziom gry aktorskiej był wyjątkowo niski.
Dwa trzynastominutowe fragmenty filmu zostały udostępnione przez Sama Bacile w serwisie internetowym YouTube 1 i 2 lipca 2012 roku. 4 września pojawiła się tam wersja z dubbingiem w języku arabskim, co znacznie zwiększyło liczbę oglądających. 8 września dwuminutowy zwiastun filmu wyemitowała islamistyczna egipska telewizja Al-Nas w programie, który prowadzi Khaled Abdallah.

## Protesty przeciw filmowi

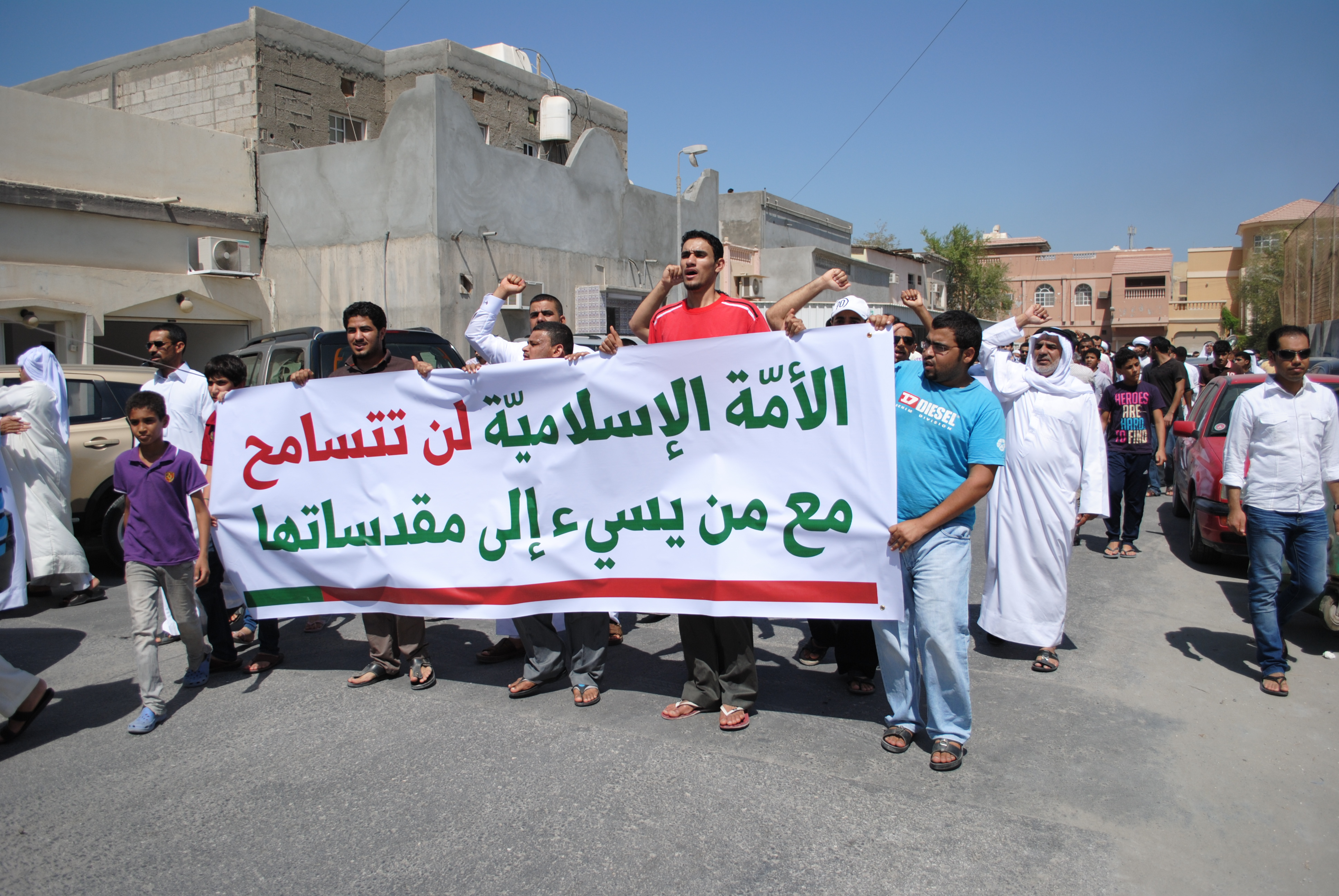
Mężczyźni protestujący przeciw filmowi w Bahrajnie

11 września 2012 rozpoczęły się protesty muzułmanów przeciw filmowi, m.in. antyamerykańskie demonstracje, w czasie których dochodziło do krwawych starć z policją i siłami bezpieczeństwa. W wyniku zamieszek w libijskim mieście Bengazi zginął amerykański ambasador J. Christopher Stevens oraz trzej inni pracownicy amerykańskiej placówki dyplomatycznej. Do ataków na ambasady USA doszło w kolejnych dniach m.in. w Sanie (stolicy Jemenu), Tunisie (stolicy Tunezji) i Chartumie (stolicy Sudanu). Antyamerykańskie protesty miały miejsce także m.in. w Egipcie, Maroku, Iranie, Afganistanie, Indiach, Bangladeszu, Pakistanie i Nigerii. W Chartumie atakowane były także ambasady Niemiec i Wielkiej Brytanii.
Sekretarz stanu USA Hillary Clinton potępiła 13 września 2012 film, podkreślając, że Stany Zjednoczone nie miały nic wspólnego z jego powstaniem. Jej zdaniem „cynicznym celem” twórców filmu jest „dyskredytacja wielkiej religii i wywołanie wzburzenia”.